# Tramea loewii
Tramea loewii là loài chuồn chuồn trong họ Libellulidae. Loài này được Kaup in Brauer mô tả khoa học đầu tiên năm 1866.

## Hình ảnh

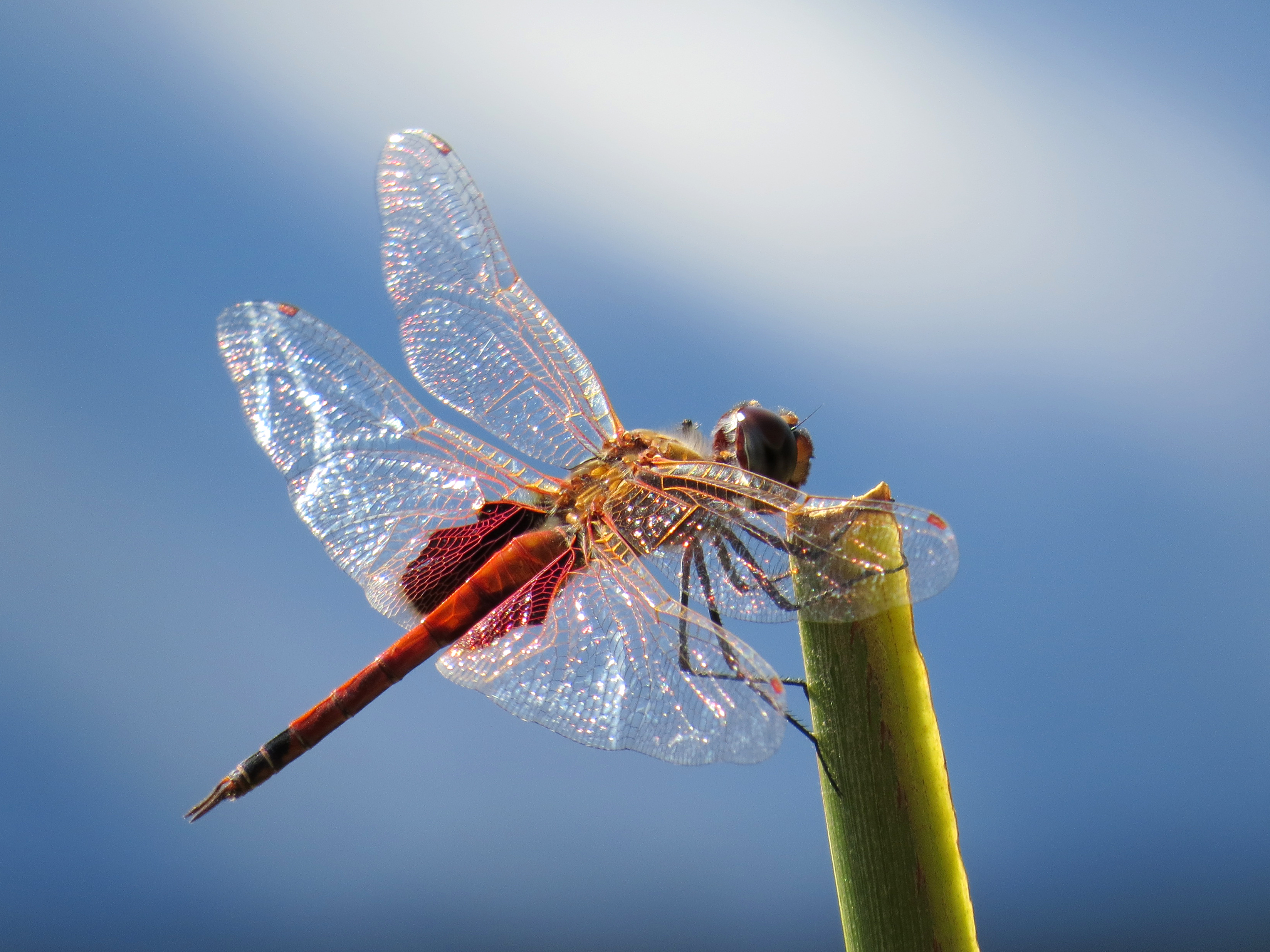